# Workplace as a Service
Workplace as a Service ist eine Weiterentwicklung des Prinzips Software as a Service. Im Modell Workplace as a Service wird dem Kunden neben der Software auch die nötige Hardware zur Verfügung gestellt. Es wird ein kompletter Arbeitsplatz eingerichtet. Der Anbieter übernimmt dabei auch die Installation, Bereitstellung und Instandhaltung des Arbeitsplatzes. Die Komponenten werden dabei nicht bezahlt oder geleast, stattdessen ist ein monatlicher Betrag, über den Nutzungszeitraum hinweg, zu entrichten. Der Nutzungszeitraum wird vertraglich festgelegt.

## Vergleich traditionelle IT-Verwaltung mit Workplace as a Service
Im traditionellen Modell investiert der Kunde selbst in Hardware und Software. Die Auswahl der richtigen Komponenten ist eine teure, risikoreiche und komplexe Investition. Durch den Erwerb der Komponenten erhält der Kunde das Nutzungsrecht an ihnen. Der IT-Dienstleister wird dabei meist nur extern für die Installation und Inbetriebnahme des Systems hinzugerufen und bei auftretenden Störfällen kontaktiert. 
Die Grundidee von Workplace as a Service ähnelt hingegen der eines Telekommunikationsanbieters, der eine Internetverbindung bereitstellt. Der Kunde bezahlt einen monatlichen Betrag, um eine Internetverbindung zu erhalten. Das Telekommunikationsunternehmen stellt die nötigen Komponenten zur Verfügung, um die Verbindung zu gewährleisten. Beim Workplace as a Service Modell stellt der Dienstleister die Software und Hardware bereit und leistet technische Unterstützung und Beratung. Die Softwareupdates und Datensicherungsdienste werden vom Dienstleister übernommen. Die Hardware wird vom Dienstleister bestellt, zur Verfügung gestellt und eingerichtet. 
Der wesentliche Unterschied zwischen den Modellen ist, dass der Kunde die IT-Aufgaben und seine IT-Infrastruktur nicht mehr selbst verwaltet, sondern diese vom Dienstleister übernommen werden. Der Kunde bezahlt nicht mehr eine gesamte Softwarelizenz, sondern einen monatlichen Betrag an den Dienstleister.

## Vor- und Nachteile von Workplace as a Service

### Aus Sicht des Servicenehmers

#### Vorteile
- Geringes Investitionsrisiko
- IT-Kosten bleiben transparent und monatlich überprüfbar
- Daten sind jederzeit extern gesichert
- Konzentration auf das Kerngeschäft
- Hardware auf dem neuesten Stand der Technik

Vor allem für klein- und mittelständische Unternehmen hat das Workplace as a Service Modell viele Vorteile. Durch die Auslagerung der IT-Infrastruktur an einen externen Servicegeber kann sich die Firma auf ihr Kerngeschäft beziehungsweise die Wertschöpfung fixieren. Da die Hardware zur Verfügung gestellt wird und die Komponenten vom Servicegeber zusammengestellt werden, kann der Kunde sich auf das Wissen von Experten verlassen. Besonders für Firmen mit begrenzten IT-Ressourcen ist so ein Angebot attraktiv, da eine Investition nicht komplett getätigt werden muss. Wachstum, Flexibilität und Wettbewerbsfähigkeit werden gesteigert, da die IT wieder zum Gebrauchsgut wird.

#### Nachteile
- Abhängigkeit vom Dienstleister
- Geringere Anpassungsmöglichkeiten

Die Servicenehmer befinden sich in einem Abhängigkeitsverhältnis vom Servicegeber. Das birgt die Gefahr, dass der Servicegeber das System aufgrund von Insolvenz nicht mehr zur Verfügung stellen kann. Oft wird auch die geringere Datensicherheit als Nachteil angeführt, da sich vertrauliche Daten beim Dienstleister befinden. Jedoch werden die Sicherheitsnormen zum Schutz sensibler Daten von allen bedeutenden Workplace as a Service Anbietern eingehalten. Außerdem existieren viele potenzielle Sicherheitslücken nicht, wenn die Anwendungen nicht auf den Endgeräten, sondern im Rechenzentrum des Dienstleisters laufen.

### Aus der Sicht des Servicegebers

#### Vorteile
- Längerfristig gesicherte Einnahmen
- Softwarepiraterie wird unwahrscheinlicher
- Größeres Angebot für den Kunden
- Größerer Kundenkreis
- Schäden an Endgeräten können vorzeitig festgestellt werden

Der Anbieter kann über einen längerfristigen Zeitraum hinweg mit Einnahmen rechnen. Die Buchhaltung kann folglich über einen längeren Zeitraum geplant werden, da die zu erwartenden Einnahmen bereits feststehen. Der Dienstleister kann dem Kunden ein größeres Angebot an möglichen Lösungen bieten als zuvor, sodass auch Firmen mit geringem IT-Budget mit zum Kundenkreis gezählt werden können. Da die Endgeräte auf Störungen hin überwacht werden, können eventuelle Schäden vermieden werden, bevor sie entstehen.

#### Nachteile
- Bedarfsgerechte Anpassungen an den jeweiligen Mitarbeiter nötig
- Gewährleistung der Usability für den Kunden
- Sicherheitsbedenken bei den Kunden

Die Mitarbeiter des jeweiligen Unternehmens haben oft verschiedene Anforderungen an den neuen Arbeitsplatz. Außendienstmitarbeiter oder Manager haben ganz andere Anforderungen an Mobilität, Vernetzung, Sicherheit oder Verfügbarkeit als ein Produktionsmitarbeiter. Der Dienstleister muss die Arbeitsplätze jeweils anpassen. Gleichzeitig muss der Kunde beziehungsweise Mitarbeiter den Arbeitsplatz ohne Hürden bedienen können. Obschon das Workplace-as-a-Service-Konzept viele Vorteile in puncto Sicherheit bietet, bilden die Sicherheitsbedenken vieler Unternehmen gerade in Deutschland die größte Barriere. Diese Sorgen müssen von den Anbietern adressiert werden.